# 玉嵒书院
玉嵒书院原名萝坑精舍位于中国广州市黃埔区萝岗香雪公园内，是一座宋、元时期的书院。该书院收藏有宋代以后名人的题咏和书刻。
南宋年间萝岗人钟启初曾在此读书，其开禧元年(1205年)中进士，嘉定十二年(1219年)告老还乡时建立，与人崔与之在此讲学。元代其后人钟复昌扩建并改现名，成为广州历史最早的书院之一。至明代由于书院不兴，逐渐衰落，在书院东侧建成了佛教的萝峰寺，二者连为一体。1983年8月被列为广州市文物保护单位，2008年11月18日晋升为第五批广东省文物保护单位。

## 歷史
玉岩书院与萝峰寺在东北郊萝岗洞。萝峰寺又名萝坑寺，旧称种德庵。南宋人钟启初（字圣德、号玉喦）青少年时在庵西读书。于开禧乙丑年（开禧）元年，即公元1205年)中进士，官至参议中书省兼知政事。南宋宁宗嘉定十二年(1219年)告老还乡，在庵西旧日读书处筑萝坑精舍。当时崔与之亦辞官，家居增城，相距仅10余里，两人时相往来，并在萝坑精舍讲学。
玉岩书院初名萝坑精舍，入元以后，钟家后人钟复昌（一说钟彰义，是否同一人，待考）又予以扩建，因钟启初字玉岩，更现名“玉岩书院”，塑玉岩遗像于此。钟氏扩书院，延名师，传儒学，旨在振兴闾里。明代民间书院不兴，玉岩书院遂告衰落，进而成了佛教殿堂萝峰寺。在原书院的东侧建起了大雄宝殿及侧殿，其间一墙相隔、一门相通，寺庙和书院形成了既合且分之势。整座建筑倚山傍谷，一字排开。上下两进，横向分东西中三座，结构紧凑，设计精巧。西侧建有玉岩堂、庆余楼，楼堂间有石砌方池。寺院东侧山间的涧泉蜿蜒而下，萦绕于寺院内外，叮咚落入池中，池水不枯不盈，清澈见底，寺院为之增色不少。
明朝大学士方献夫题匾“方代崇瞻”。每年正月十五日，钟氏族人能文者始得在此祭祖。祭毕，命题做作文赋诗，然后离去，世守其法。清道光年间，举人钟逢庆改为每月十五日均在此作文赋诗，直到近代。这是广州历史最早的书院之一。
1983年8月玉岩书院（包括萝峰寺等）为广州市文物保护单位，曾於80年代和2005-2008年間修復，2008年11月18日晉升為第五批廣東省文物保護單位。现常年对外开放。

## 佈局
玉岩书院东接萝峰寺，两者连为一体，占地共1348平方米。书院的余庆楼、玉岩堂、萝坑精舍、东西斋，与萝峰寺的观音殿、天尊堂、韦驮香座、僧寮、僧橱等檐廊相接，幽静清雅。
寺外大路上有一座“入胜”牌坊。过此即渐入林木葱笼的佳境。两进深的文昌庙，“天密云路”石牌坊，以及候仙台、千年古荔、奇异石景可供欣赏。萝岗洞青山环抱，深冬时节，梅花如雪。“萝岗香雪”曾是羊城八景之一。
书院南向两层的门楼——余庆楼巍然屹立在山坡上，门前石阶数十级，台基高峻，显得雄伟壮观。东西两翼为平房，稍向前突出，有“萝蜂”、“种德”二门相对。当中高两翼低，主次分明，把门楼衬托得更有气魄。
余庆楼平面呈凹字形，当中为观鱼池，三面以廊式楼围抱，后与玉岩堂相连。余庆楼重檐歇山顶，碌筒瓦面，正面面阔5间16.7、深1间3.8米，5架通檐用2柱，柱外施插栱。门上“玉岩书院”木匣署嘉靖年款。
玉岩堂建在与余庆楼2层等高的台基上，面阔3间15.2，进深3间8.7米，13架3柱加后墙承重。碌筒瓦面，硬山顶大木小式。前廊卷硼上半2檩以雕如意形等的木雕承托。石檐柱有隶书联：“满壁石栏浮瑞霭；一池溪水漾澄鲜。”
观音殿、天尊堂、萝坑精舍等殿堂均为清代硬山顶大木小式，面阔进深各3间，13架3柱加后墙承重。各处墙脚、柱础和地面多已换成花岗石，装修古朴。整座建筑基本保持清代中晚期重修式样。
总体布局巧妙而富于变化。以余庆堂为主，左右建筑物相辅，主次分明，但又不受传统对称手法局限，因山势而高低错落，横向铺开，并以深邃曲折的回廊连贯全体，韵味无穷。这里处处奇花佳木，清香满堂，室内外翠色交融，山泉清清，引入葫芦状的石质洗心池中，再导入观鱼池。整座建筑与山林景色十分协调。
此处收藏的对联和刻有书画的木牌匾甚多，雖然“文化大革命”期间受到一定程度的破坏。但有名人字画得以保存，包括：署名文山（文天祥）的4首七绝诗，海瑞的对联“石澄泉飞山欲静：洞门云掩昼多阴”，朱熹的题字，郑板桥画的四季竹等，题刻则有湛若水题匾“山高水长”，明宗室衡阳王题匾“余庆”，劳肇光题书院门联“琴书世泽；组豆名山”等等。
- 入口
- 外部环境
- 余庆楼入口
- 余庆楼内景
- 余庆楼内景
- 萝峰文昌庙
- 山高水长亭
- 天衢云路牌坊
- 天衢云路牌坊
- 省保碑